# Haut-Nyong
Pour les articles homonymes, voir Nyong (homonymie).
Le Haut-Nyong est un département du Cameroun situé dans la région de l'Est. Son chef-lieu est Abong-Mbang.

## Arrondissements
Le département compte 14 arrondissements :
- Abong-Mbang
- Bebend (Atok)
- Dimako
- Doumaintang
- Doumé
- Lomié
- Mboanz (Angossas)
- Mboma
- Messamena
- Messok
- Mindourou
- Ngoyla
- Nguelemendouka
- Somalomo

## Communes
Le département est découpé en 14 communes, :
| COG    | Communes       | Chef-lieu      | Superficie (km²) | Population (2005) |
| ------ | -------------- | -------------- | ---------------- | ----------------- |
| ES0301 | Abong-Mbang    | Abong-Mbang    | 1 696            | 29 005            |
| ES0308 | Angossas       | Angossas       | 404,8            | 13 608            |
| ES0309 | Atok           | Atok           | 889,2            | 9 335             |
| ES0306 | Dimako         | Dimako         | 721,4            | 12 894            |
| ES0310 | Doumaintang    | Doumaintang    | 1 911            | 7 956             |
| ES0302 | Doumé          | Doumé          | 1 203            | 18 429            |
| ES0303 | Lomié          | Lomié          | 7 312            | 18 952            |
| ES0311 | Mboma          | Mboma          | 194,8            | 8 120             |
| ES0304 | Messamena      | Messamena      | 3 103            | 26 153            |
| ES0312 | Messok         | Messok         | 2 636            | 11 213            |
| ES0313 | Mindourou      | Mindourou      | 5 339            | 10 431            |
| ES0307 | Ngoyla         | Ngoyla         | 7 820            | 4 424             |
| ES0305 | Nguelemendouka | Nguelemendouka | 1 058            | 21 097            |
| ES0314 | Somalomo       | Somalomo       | 1 763            | 4 902             |

## Histoire

### Jean-Joseph David au Haut-Nyong (1939-1943)
Le médecin colonial Jean-Joseph David (-1969) est en poste au Haut-Nyong de 1939 à 1943, à la direction de la "région médicale" du Haut-Nyong, avec les pleins pouvoirs, avec comme centre Ayos.
Secondé par cinq médecins, il y mène un gouvernement par la médecine, contre la maladie du sommeil (en résurgence malgré le travail d'Eugène Jamot dans cette même région), et pour l'exploitation du latex et du rutile. 
Il y reconduit son expérience de médecin-résident a Wallis en 1933-1938. Guillaume Lachenal en a tiré le livre Le médecin qui voulut être roi. Sur les traces d’une utopie coloniale (Paris, Seuil, 2017).